# مناتو بوفا
مناتو بوفا (ایتالیایی: Menato Boffa؛ زادهٔ ۴ ژانویهٔ ۱۹۳۰ در بنونتو، درگذشتهٔ ۲۸ سپتامبر ۱۹۹۶) رانندهٔ مسابقات اتومبیل‌رانی فرمول یک اهل ایتالیا بود که در فصل ۱۹۶۱ در مجموع در پنج گراند پری شرکت کرد، اما موفق به کسب هیچ امتیازی نشد.
بوفا در ۲۸ سپتامبر ۱۹۹۶ درگذشت.